# Aurelio Vidmar
Aurelio Vidmar (Adelaida, 3 de febrer de 1967) és un exfutbolista i entrenador de futbol australià. Com a jugador ocupava la posició de migcampista atacant.

## Trajectòria
Va començar a destacar a l'Adelaide City, fins que el 1991 dona el salt a Europa, al Kortrijk. La temporada 94/95 és el màxim golejador de la lliga belga, amb 22 dianes amb l'Standard de Lieja, la qual cosa li obri les portes del Feyenoord. No té reeixida al club neerlandès i prossegueix per Suïssa i Espanya.
El 1999, després d'una temporada al Japó, hi retorna al seu país. Entre 1999 i 2003 milita a l'Adelaide City, mentre que l'any següent canvia a l'Adelaide United.
Internacional amb Austràlia en 44 ocasions, ha disputat tres fases classificatòries per al Mundial, sense èxit. Ha marcat 17 gols i ha actuat com a capità dels socceroos en diversos partits. Va participar en els Jocs Olímpics d'Atlanta 1996.
La seua carrera com a tècnic va iniciar-se el 2005, com a assistent a l'Adelaide United. El 2007 accedeix al càrrec de primer entrenador de l'equip australià.

## Palmarès
- Copa de les Nacions de l'OFC: 2000
- Lliga australiana: 1986
- Màxim golejador de la lliga de Bèlgica: 94/95
- Millor jugador d'Oceania: 1994
- Millor entrenador de la lliga australiana: 08/09